# Appassionate
Appassionate è un film italiano del 1999, diretto da Tonino De Bernardi.

## Trama
Napoli, fine anni venti: durante la proiezione del film Amore tragico, Michele uccide la moglie Gilda che lo tradisce con il suo migliore amico.
Napoli dei giorni nostri, quartieri spagnoli. Rosa vive con la madre e il suo amante. Caterina, sorella di Rosa, uccide con due colpi di pistola Oreste, suo grande amore, proprio nel giorno in cui sta per convolare a nozze con un'altra donna. La prostituta Maddalena assiste all'omicidio ed emula Rosa, trova la forza e uccide un cliente e si consegna alla giustizia.